# Les Cases d'Alcanar
Les Cases d'Alcanar és una població costanera del municipi d'Alcanar, situada al sud de Catalunya, a la comarca del Montsià.

## Història
Històricament, la principal activitat dels habitants de la població (anomenats casencs i casenques) ha estat la pesca. Aquesta dedicació es remunta possiblement als que, des de l'època dels àrabs, en podrien haver estat els primers pobladors: els bah'riiiún ahl al-Àndalus.
El lloc ha estat conegut, també, pel nom de Punta de Benifallim, que Agustí Bel cita com a corrupció de T'araf Beni H'àlim. La Punta de Benifallim surt per primera vegada a la carta pobla d'Alcanar, de l'any 1239, com a límit territorial. L'any 1251, l'abat de Sant Cugat del Vallès, senyor de la Ràpita, cita un lloc anomenat La Punta, en el terme del castell de la Ràpita; tradicionalment, s'ha considerat que feia referència a la Punta de Benifallim.
Hom ha cregut, per raó del topònim, que allí hi havia un assentament islàmic; això ha estat corroborat per les troballes de ceràmica andalusina i per la documentació de la donació que el comte Ramon Berenguer III feu de la Ràpita al monestir de Sant Cugat l'any 1097. En aquest document s'esmenten una trentena d'assentaments, la meitat de les quals comencen pel nom Beni. Es devia tractar d'un lloc agrari format per diverses alqueries disseminades pel barranc de les Cases i possiblement per la Punta.
Les restes de la Vila estan disseminades a un costat i a l'altre del barranc de les Cases; al costat meridional del Mas d'en Serrà es troben les restes d'una estructura de planta circular, amb murs gruixuts d'obra de maçoneria (obra feta per pedres o maons treballada amb calç) amb la coberta enrunada. A l'altra part del barranc hi ha les restes d'un gran mur.
Aproximadament a uns 2 km de la població, on actualment hi ha un càmping, es trobaren unes sepultures que podrien ser una necròpolis de la Punta de Benifallim.
L'acta de fundació i establiment de la ciutat de San Felipe de l'any 1740 seria el primer document que podríem considerar com a formació del nucli de les Cases, en el qual el rei Felip V fa donació del permís i terreny per a poblar 
| « | ...en estas Casas, de la Torre de San Felipe de la villa de Alcanar en cuyo territorio segun proyecto dirigido y presentado en la Corte por el Sr. D. Juan Caballero, Sargento Mayor de la plaza de Tortosa, se debe establecer una Población de cuantas familias vengan acudiendo a las cuales se les concederá como a los que estamos ya establecidos, el terreno que pidiere para fabricar casas y diez y seis años o mas Privilegios... En cuya consideracion por la divina Clemencia con la Real Piedad de S:M: y el auxilio de mis protectores espero como es natural que en lo sucesivo logre yo lo dicho Joseph Esteller ser reputado tenido y mirado por uno de los primeros fundadores de esta nueva Población la que según proyecto y queriendo Dios se llamará villa o ciudad de San Felipe cuyo aumento y breve establecimiento deseo al Rey nuestro Amo como uno de sus fidelisimos vecinos de la villa de Alcanar y pobladores de estas Casas de la Torre de San Phelipe fecho en este dicho paraje para noticia a veinte y siete de Enero de mil setecientos y cuarenta - Joseph Esteller - Rubricado. | » |

Felip V, avançant-se al projecte de Carles III, volia fundar una gran ciutat en la rodalia de la desembocadura de l'Ebre, però el projecte no fructificà i només quedà com a acantonament d'un destacament de cavalleria, que s'establí en uns magatzems de productes que servirien més tard per fer cabotatge. Aquest assentament permeté que la població dispersa de la zona pogués aplegar-s'hi per resguardar-se dels possibles pillatges i trobar-se més segurs. El lloc fou posteriorment conegut per Torre de Sant Pere, d'una torre fortificada que fou destruïda en la Guerra del Francès. Testimonis recordaren que no era situada a la zona de l'actual església, perquè a principis del segle XX les seves restes servien perquè la ramaderia descansés pel pas del lligallo que passa per la plaça de Sant Pere. Es creu que moltes de les pedres que formaven part de la construcció de la torre passaren a mans de particulars, que les aprofitaren per a construir-se els habitatges.
L'origen del nucli actual comença als voltants de l'any 1862, quan l'alcalde Lluc Beltran aconsegueix el permís d'embarcament per a la platja, i propicia el comerç de cabotatge per al transport de cítrics, garrofes i altres productes que fan que augmenti la població, a causa de l'agrupament dels veïns dispersos per la zona. També coincideix amb la data que acabà la construcció de l'església en honor del patró dels mariners, Sant Pere pescador.

## Demografia
El nucli de les Cases l'any 1845 no sobrepassava la trentena d'edificis i habitatges, on residien 20 mariners i alguns pagesos. Els anys 1765, 1776, 1811 i 1829 hi ha constància de garroferars i de sénies a la partida de les Cases i el 1832, d'un corral de la família Reverter.
Si passem a dates més actuals, a censos més contemporanis, observem que l'any 1970 hi havia 460 habitants i el 1981, 743.
Al nomenclàtor de l'any 1986 a les Cases hi havia 734 habitants, amb un total de 332 homes i 402 dones; però, si agafem la perifèria del nucli —les urbanitzacions—, hi ha un total de 1.756 persones censades que, sumades a la població anterior, farien una suma total de 2.490 habitants, amb 888 homes i 838 dones. La població total del municipi d'Alcanar era de 8.023 habitants (a la ciutat 6.406 veïns) de dret i 7.997 de fet, cosa que representa que la zona turística de les Cases i les urbanitzacions de la perifèria del municipi constituïen el 31% del total de la població.
Les dades de l'any 1991 són més completes: el nucli estava format per un total de 764 veïns (398 dones i 366 homes), 794 habitatges, 249 de principals i 545 de no principals. Els habitants totals del municipi d'Alcanar l'any 1991 eren 7.848 (a la ciutat 6.212) de dret i de fet. La zona perifèrica tenia un total de 1.690 habitants, dels quals 571 considerats "disseminats". Sumant la zona perifèrica i les Cases s'obté un total de 2.454 habitants, una pèrdua de població de 36 veïns.
L'any 1996 el nucli de les Cases comprenia 874 habitants (418 homes i 456 dones). Al municipi d'Alcanar hi havia 7.727 persones censades (al nucli principal 6.324).

## Inundacions
El nucli de les Cases es troba al final del barranc de Sant Jaume, una de les principals rieres del Montsià, amb una conca total de 6,4km2. El barranc està en estat natural en la major part del traçat, però en l'últim tram està fortament afectat per l'impacte humà, amb reducció de la llera, canalitzacions insuficients i urbanització consolidada. Aquesta situació provoca greus inundacions com les de 2021 i 2023 en ocasió de pluges torrencials.

## Galeria d'imatges

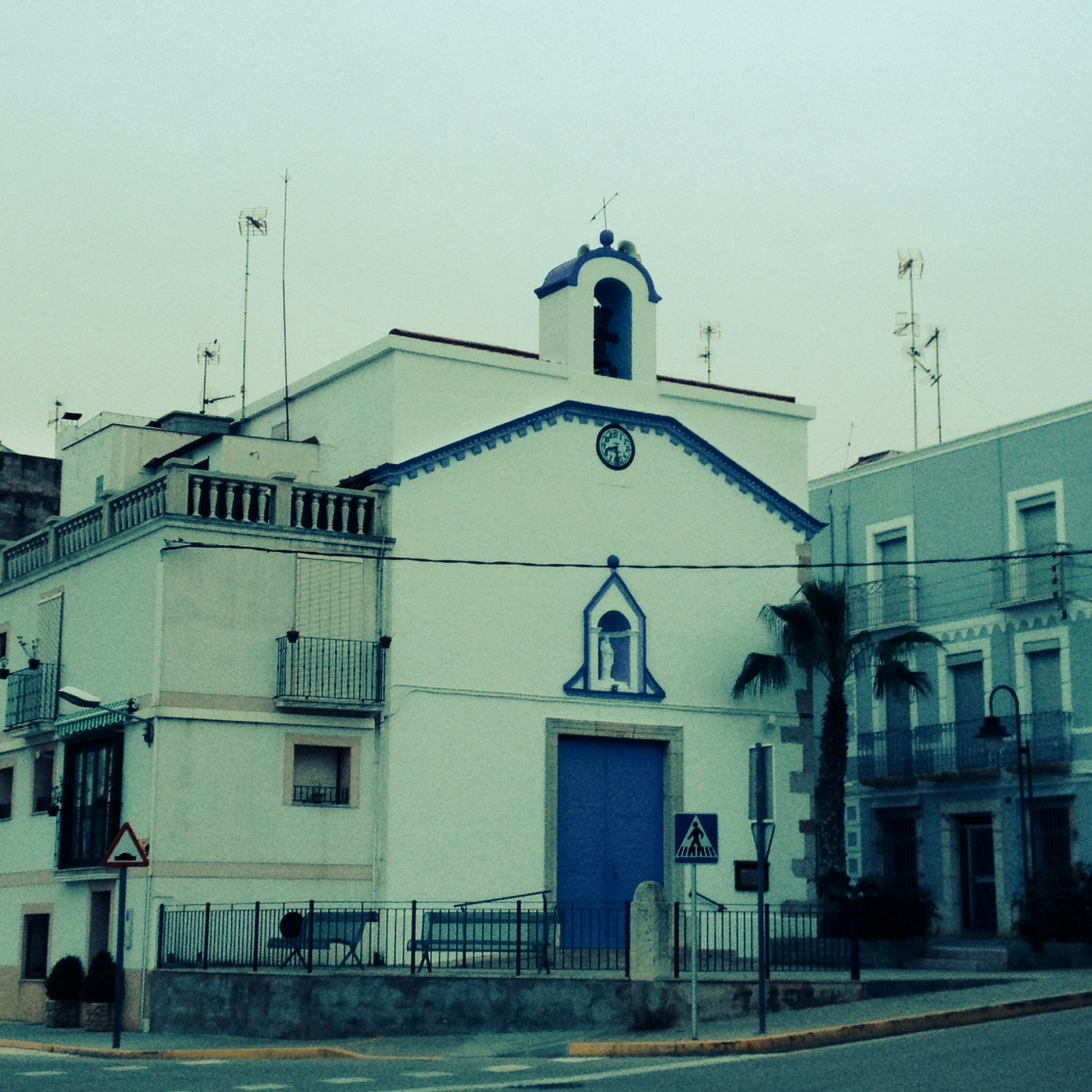
Església de Sant Pere.
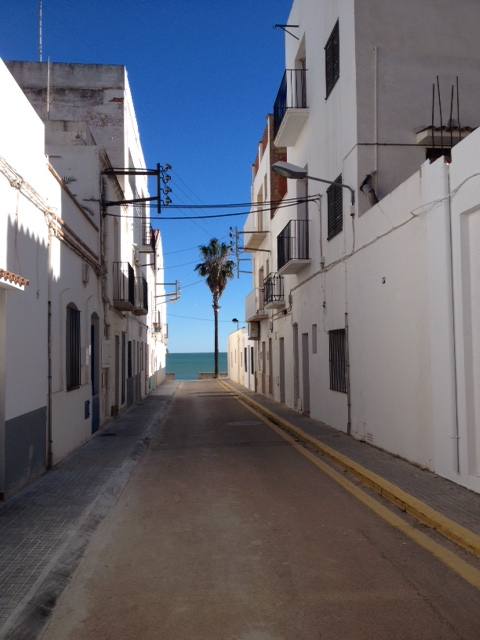
Vista del carrer Churruca.
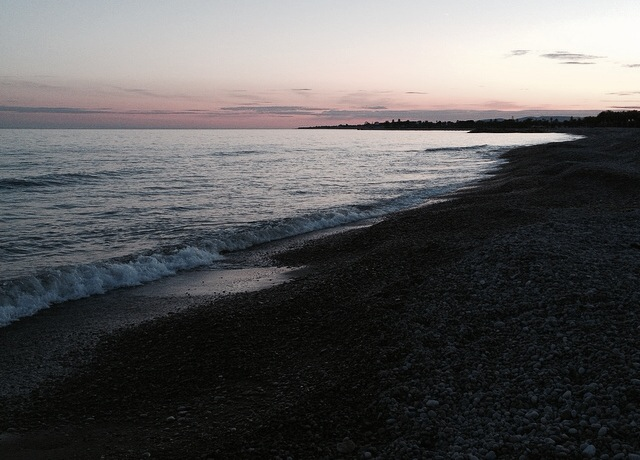
Platja del Marjal.
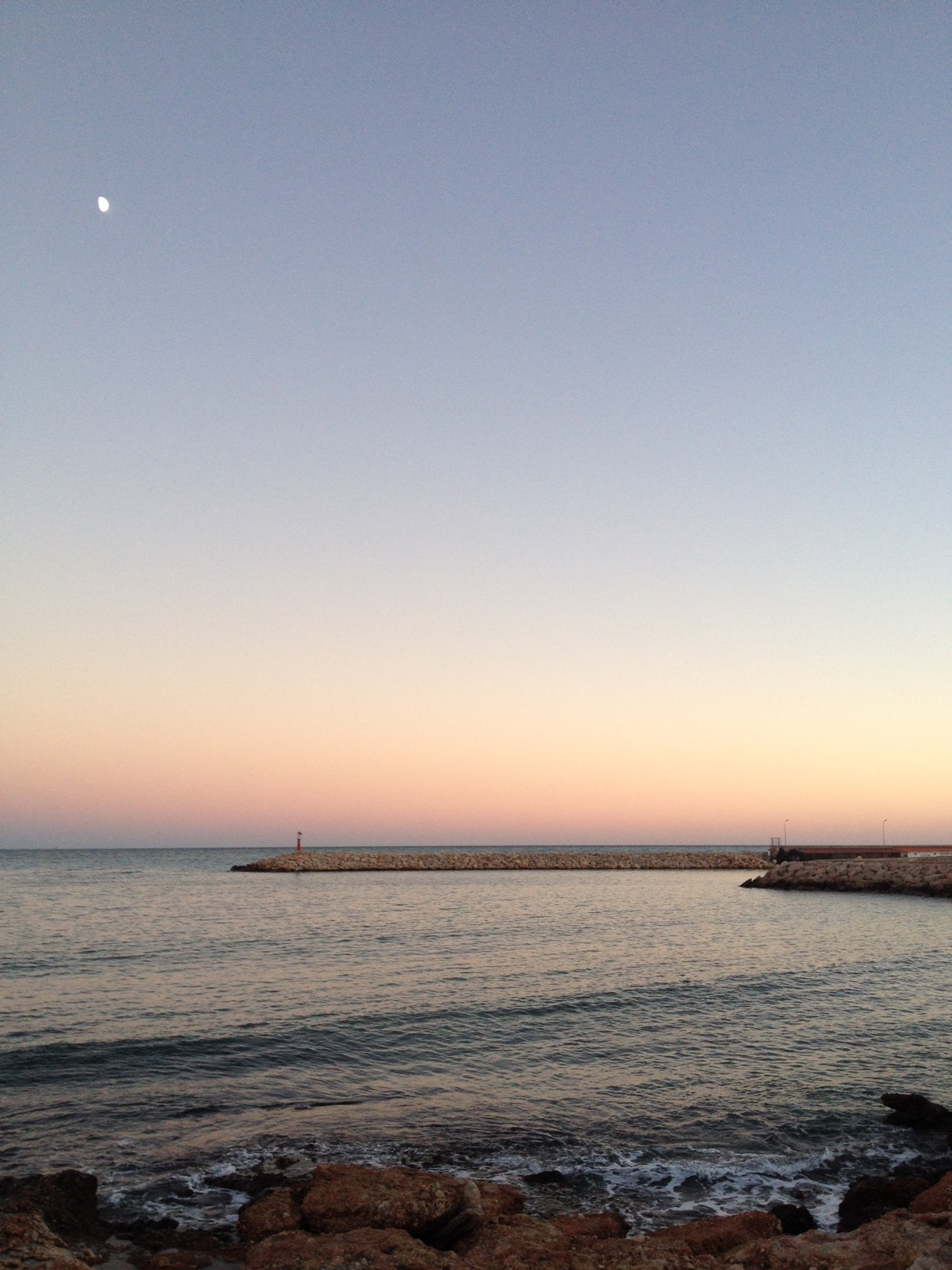
Detall del moll de Les Cases d'Alcanar.
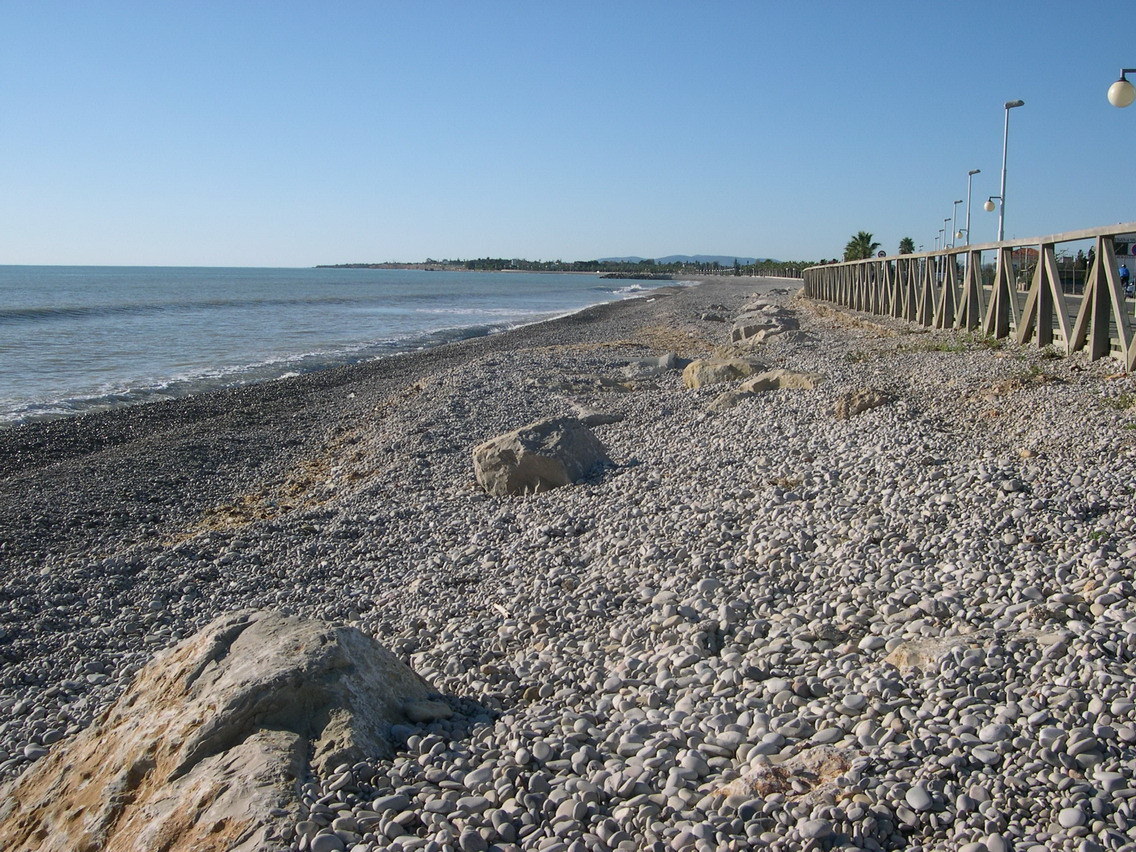
La Platja del Marjal. Noteu que no és una platja de sorra sinó de còdols. A la dreta es veu la barana del nou passeig marítim.